# 스포르팅 CP
스포르팅 클루브 드 포르투갈(포르투갈어: Sporting Clube de Portugal)은 포르투갈의 리스본을 연고로 하는 축구 클럽으로 1906년 7월 1일에 창단 되었다. 이 팀은 현재 포르투갈 최상위 축구리그 포르투갈 리가에서 벤피카, 포르투와 더불어 1934년 이래로 단 한 번도 강등된 적이 없으며 빅3(Três Grandes)라고 불리는 포르투갈의 가장 강력한 클럽 중 하나이다. 주로 사자들(Leões)이나 녹색과 흰색(Verde e Branco)로 불리며 응원가는 1955년 작곡된 스포르팅의 행진(A Marcha do Sporting)이다. 2019년 3월 스포르팅은 회원비를 다 내지 않은 회원 98,400명과 다 낸 80,500명 이상의 정회원을 보유하고 있다고 보고했다.
스포르팅은 국제대회 1963-64 유로피언 컵위너스컵을 포함하여 50개의 트로피를 보유함으로 포르투갈 클럽 내에서 세번째로 많은 트로피를 보유하고 있다. 포르투갈 내에선 리가 18회, 포르투갈 컵(Taça de Portugal) 17회, 포르투갈 챔피언쉽 4회(FC 포르투와 동률), 리가컵(Taça da Liga) 2회, 포르투갈 슈퍼컵(Supertaça) 8회 우승을 차지했다.

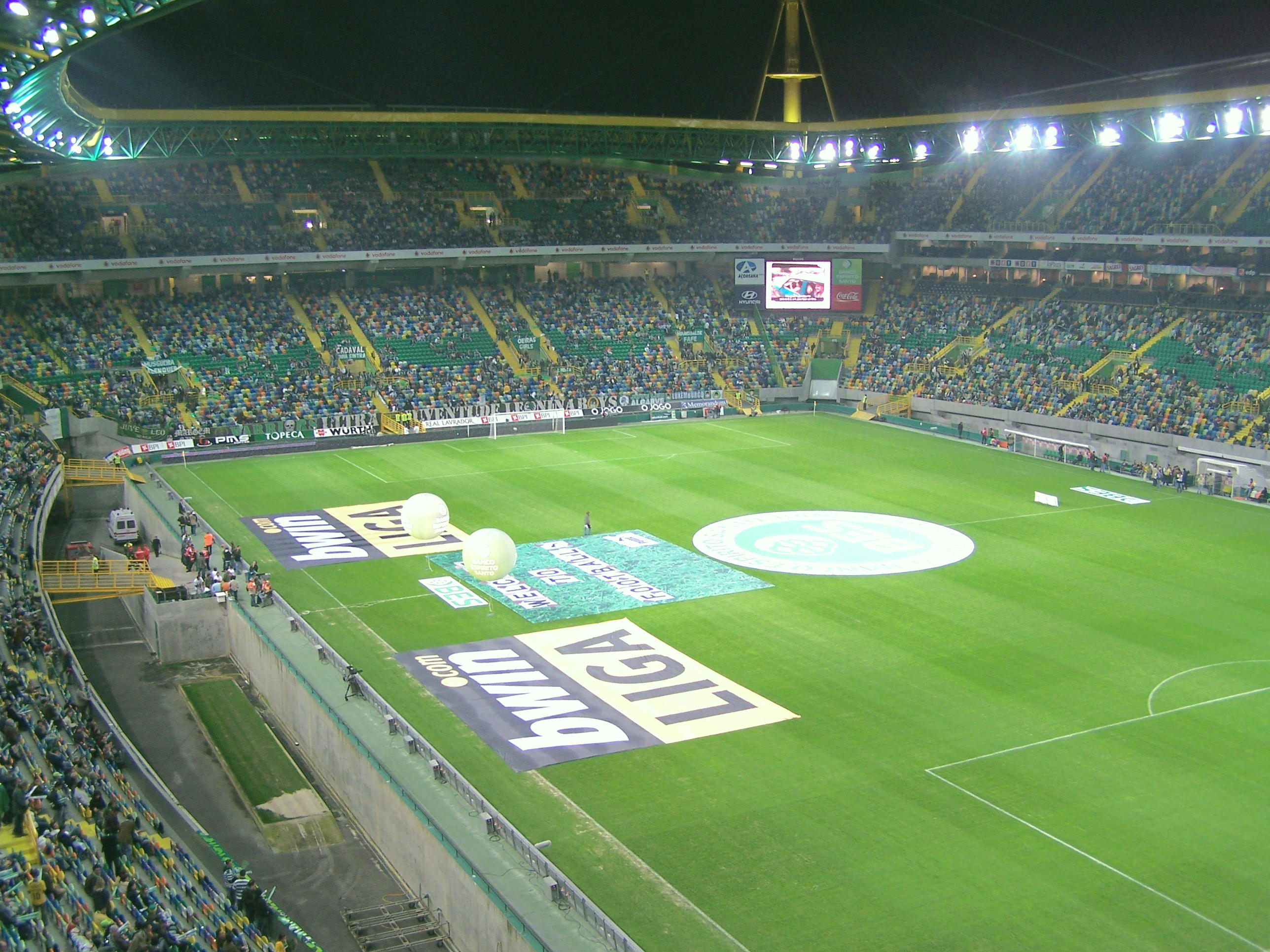

이 팀은 해외에서 흔히 스포르팅 리스본으로 더욱 잘 알려져 있지만 "스포르팅 리스본"은 사실 이 축구 클럽을 이르는 대표적인 잘못된 표현 중 하나다. 정식 명칭은 스포르팅 클루브 드 포르투갈(Sporting Clube de Portugal)로 포르투갈 현지에서는 간단히 스포르팅(Sporting)이라 부르며 스포르팅 CP(Sporting CP) 또는 SCP로 표기된다. 2001년부터 사용되고 있는 스포르팅의 현재 엠블럼에는 'SPORTING'과 'PORTUGAL'이 크게 새겨져 있는데 스포르팅은 이를 "세계적으로 스포르팅 리스본이라는 잘못된 이름으로 불리는 걸 바로잡기 위한 것"이라고 공식적으로 밝히고 있다. 크리스티아누 호날두가 이곳에서 배출 되었다.

## 선수 명단

### 현역
참고: FIFA 자격 규정에 따라 소속된 국가대표팀 국기를 표시합니다. 선수는 복수의 FIFA 비회원국 국적을 가지고 있을 수 있습니다.
| 번호 | 포지션 | 국적     | 이름                                    |
| ---- | ------ | -------- | --------------------------------------- |
| 1    | GK     |          | 안토니오 아단                           |
| 2    | DF     |          | 마테우스 레이스                         |
| 3    | DF     |          | 제리 신트쥐스터                         |
| 4    | DF     | 우루과이 | 세바스티안 코아테스 (주장)              |
| 5    | MF     |          | 모리타 히데마사                         |
| 6    | MF     |          | 소티리스 알렉산드로풀로스               |
| 10   | MF     | 잉글랜드 | 마커스 에드워즈                         |
| 11   | FW     | 포르투갈 | 누누 산투스                             |
| 12   | GK     | 우루과이 | 프랑코 이스라엘                         |
| 13   | DF     | 포르투갈 | 루이스 네투 (부주장)                    |
| 15   | MF     | 우루과이 | 마누엘 우가르테                         |
| 17   | MF     | 포르투갈 | 프란시스쿠 트링캉 (바르셀로나에서 임대) |
| 18   | FW     | 가나     | 압둘 파타우 이사하쿠                    |
| 20   | FW     | 포르투갈 | 파울리뉴                                |

| 번호 | 포지션 | 국적       | 이름                |
| ---- | ------ | ---------- | ------------------- |
| 22   | GK     | 포르투갈   | 안드레 파울루       |
| 23   | MF     | 포르투갈   | 다니엘 브라간사     |
| 25   | DF     | 포르투갈   | 곤살루 이나시우     |
| 28   | MF     | 포르투갈   | 페드루 곤살베스     |
| 41   | GK     |            | 지에구 칼라이       |
| 47   | DF     | 포르투갈   | 히카르두 에스가이우 |
| 63   | DF     |            | 호세 마르사         |
| 71   | DF     | 포르투갈   | 플라비우 나지뉴     |
| 77   | FW     | 카보베르데 | 조반 카브랄         |
| 79   | FW     | 포르투갈   | 유세프 체르미티     |
| 82   | MF     | 포르투갈   | 마테우스 페르난드스 |
| 84   | MF     | 포르투갈   | 다리우 에수구       |
| 91   | FW     | 포르투갈   | 호드리구 히베이루   |

## 역대 감독
| 감독                 | 임기      |
| -------------------- | --------- |
| 알레한드로 스코펠리  | 1955~1956 |
| 알프레도 디 스테파노 | 1974      |
| 페르난도 리에라      | 1974~1975 |
| 요제프 벵글로시      | 1983~1984 |
| 존 토샥              | 1984~1985 |
| 페드로 로차          | 1988~1989 |
| 마리뉴 페레스        | 1990~1992 |
| 바비 롭슨            | 1992~1994 |
| 카를루스 케이로스    | 1994~1996 |
| 라슬로 뵐뢰니        | 2001~2003 |
| 페르난두 산투스      | 2003~2004 |
| 주제 페레이루        | 2004~2005 |
| 파울루 벤투          | 2005~2009 |
| 카를루스 카르발랼    | 2009~2010 |
| 파울루 세르지우      | 2010~2011 |
| 도밍구스 파시엔시아  | 2011~2012 |
| 프랑키 페르카우테런  | 2012~2013 |
| 레오나르두 자르딤    | 2013~2014 |
| 마르코 실바          | 2014~2015 |
| 조르즈 제주스        | 2015~2018 |
| 시니샤 미하일로비치  | 2018      |
| 마르셀 카이저        | 2018~2019 |
| 후벵 아모링          | 2020~2024 |
| 주앙 페레이라        | 2024      |

## 우승기록
Campeonato Nacional(리가) - 총 21회
1940/41, 1943/44, 1946/47, 1947/48, 1948/49, 1950/51, 1951/52, 1952/53, 1953/54, 1957/58, 1961/62, 1965/66, 1969/70, 1973/74, 1979/80, 1981/82, 1999/00, 2001/02, 2020/21, 2023/24, 2024/25
Taça da Liga(리가컵) - 총 2회
2017/18, 2018/19
Taça de Portugal(포르투갈컵) - 총 16회
1940/41, 1944/45, 1945/46, 1947/48, 1953/54, 1962/63, 1970/71, 1972/73, 1973/74, 1977/88, 1981/82, 1994/95, 2001/02, 2006/07, 2007/08, 2014/15, 2018/19
Supertaça de Portugal(포르투갈 수퍼컵) - 총 8회
1982, 1987, 1995, 2000, 2002, 2007, 2008, 2015
유러피안 컵 위너스 컵 - 총 1회
1963-64
트로페오 테레사 에레라
- 우승 1회 (1961)